# Nicolo Donato
Nicolo Donato (Copenaghen, 10 ottobre 1974) è un regista e sceneggiatore danese di origine italiana.

## Biografia
Nel 2001 studia arte e fotografia alla Copenaghen Media School Rampen, dal 2002 inizia a realizzare alcuni videoclip promozionali per l'agenzia di moda * 2pm Model Management, dal quel momento si appassiona sempre più alle immagini in movimento e realizza cortometraggi, spot pubblicitari e videoclip musicali, tra i suoi lavori vi è anche un video per una campagna di Amnesty International.
Nel 2007 dirige il cortometraggio Togetherness, presentato al Festival di Cannes 2006, due anni dopo lavora al suo primo lungometraggio, Fratellanza - Brotherhood, storia d'amore gay in un gruppo neonazista. Il film riscuote successo al Festival Internazionale del Film di Roma 2009, dove si aggiudica il Marc'Aurelio d'Oro per il miglior film.

## Filmografia

### Regista e sceneggiatore
- Rød mand stå (2004)
- Min mors kærlighed (2005) - cortometraggio
- Togetherness (2007) - cortometraggio
- Fratellanza - Brotherhood (Broderskab) (2009)